# Bobby Cook
Robert Bernard Cook, detto Bobby (Harvard, 1º aprile 1923 – Lake Geneva, 11 ottobre 2004), è stato un cestista statunitense, professionista nella NBL, nella NBA e nella NPBL.

## Carriera
Venne selezionato dai Fort Wayne Pistons nel Draft BAA 1948.

## Palmarès
- Campione NPBL (1951)